# Nagy Ákos (zeneszerző)
Nagy Ákos (Dunaújváros, 1982. március 5. –) magyar zeneszerző.

## Életpályája
Nagy Ákos a dunaújvárosi Móricz Zsigmond Ének-Zenei Általános Iskolában kezdte tanulmányait, majd a szintén helyi Széchenyi István Gimnázium diákja lett. Később a Rosti Pál Gimnáziumban, majd Budapesten érettségizett. Gyermekkorában a kötelező kóruséneklés mellett hegedülni tanult Petky Árpádtól a dunaújvárosi Sándor Frigyes Zeneiskolában, amit 4 év után abbahagyott. Rendszeres zenei képzése innentől abbamaradt, és autodidaktaként tanult tovább, mesterkurzusokat, szemináriumokat és egyetemi előadásokat látogatott.
2000 szeptemberében Budapestre költözött. Két évig magánúton ellenpontot és zeneelméletet tanított és felvételire készítette elő a Színház- és Filmművészeti Egyetemre jelentkezőket. Tanítani azóta is folyamatosan tanít.
A 2000-es évek elejétől találkozhatunk cikkeivel, recenzióival, zenei tárgyú írásaival a kulturális lapok hasábjain. 2009 januárjában négy társával SZIMNIA (Szimmetrikus Zenei és Írásos Műveket Népszerűsítő és Ismertető Alapítvány) néven kortárs zenét propagáló, alkotóműhelyként is funkcionáló alapítványt hívott életre, amelynek művészeti vezetője és programszervezője – ez azóta megszűnt.
2009 májusától Karnevál címmel kortárs zenei műsort vezet a budapesti Fúzió Rádión (azóta megszűnt, illetve átkerült a Civil Rádióba, amely szintén megszűnt).
2011 októberétől Danczi Csaba László a Prae.hu internetes portálon készít vele interjúkat.
2013 tavaszától rendszeresen tart zenei témájú foglalkozásokat, előadásokat, valamint koncerteket a budapesti Burattino Iskolában
Útjára indítja négy évig tartó, harminchárom előadót foglalkoztató Trigger, avagy utazás a kopoNYÁK körül címet viselő elektronikus zenéket bemutató, elektronikus és akusztikus hangzásokat ötvöző és a művek lezártságát feszegető sorozatát. Ezt folytatva ez év őszétől Keresteš Szabolccsal és Baráth Bálinttal Tri(o)KeBaNa néven előre lejegyzett és improvizatív elektronikus zenei műveket tolmácsol, amely formáció többnyire soundpaintig, azaz irányított improvizatív, jelnyelven megszólaló előadóművészekkel, a Hungarian Soundpainting Orchestra tagjaival egészül ki. A teljes sorozat alatt társaival közösen olyan eljárásokkal kísérletezik, ami utakat keres a lejegyzett kompozíciók és szabad improvizáció között. Kész, kottában rögzített művek és különféle az előadás alatt kibomló aleatorikus és véletlen műveletek társításai. Mint írja egy helyütt: "Mindig visszatérő gondolat, hogy hol ér véget a zenemű. Vajon Gotthold Ephraim Lessing igaza még ma is fennáll, hogy tudniillik képzőművészeti mintára egységes és zárt keretet kell-e adni a daraboknak? Visszahozható-e a kadenciaképzés, a művek összefűzésének több száz éves gondolata? Érdemes-e ezt megtenni? Létrejön-e általa valami magasabb minőség? […] Célunk, mint a szútrák szövegeit a szerzetesek, nagyobb lélegzetté duzzasztani és összevarrni az egymástól különböző hosszúságú műveket."
2015-ben alkalmi projektre társul az Aba-Nagy Zsuzsanna és a Mandel Róbert vezette Geneamus Ensemble historikus és kortárs zenei csoportosuláshoz.
2015 őszétől rendszeresen vezet zenei kurzusokat a budapesti Moholy-Nagy Művészeti Egyetem doktori iskolájában Tillmann J. A. filozófussal, esszéistával, egyetemi tanárral közösen.
2017 nyarán elindítja Rimóczi István nal a PSGT elnevezésű duó t, ahol ahogy fogalmaznak: "elektronika, digitális és analóg hangkeltés egyrészről, másrészről fadobok, alumínium ötvözetű alkatrészek, ipari acél tárgyak, rugók, ipari műanyag csövekből előcsalt hangok és neszek keresik az illeszkedés lehetőségeit."
2017 szeptemberében a 4D Spatial Sound intézetben szónikus jelenségeket kutat és legújabb elektroakusztikus műveit realizálja.
2017 októberében a Stockholmi Királyi Zeneakadémián és az EMS stúdiójában tart előadást darabjairól.
2018 január elején társaival közösen megalapítja az Ensemble Aliquot-ot. Az együttes tagjai Dóra Attila [basszusklarinét, szaxofonok, preparált trombita, preparált harsona], Horia Dumitrache [klarinét, basszusklarinét], Kováts Jázon [elektronika], Siklósi Kristóf [piccolo, fuvola] és Nagy Ákos [elektronika, ütőhangszerek] korábban Hencz Kornél [ütőhangszerek] is.
2018. február 5. elindul Tillmann J. A. közösen a prizMA című kéthetente délben jelentkező magazinműsora a Tilos Rádión [azóta megszűnt].
2018 nyarán ismét a 4D Spatial Sound intézetben kutat és dolgozik legújabb művein
2019 februárjától Hajdú Levente képzőművésszel J'écoute les sons étouffés dans la pluie című szerzeményére készít experimentális Archiválva 2023. október 25-i dátummal a Wayback Machine-ben animáció t; melyet 2022. júniusában fejeznek be.
2019 májusában a rotterdami Waveform Research Center ben rezidens.
2019 októberétől az imPro School Zeneszerző képzés oktatója, ahol formatant, analízist és hangszerelést tanít.
2020 első felében Gyenes Zsolt médiaművész videóanimációt készít Par la voie des rythmes - La Déploration sur la mort d'Henri Michaux és Recitazioni [PSGT version] című darabjára.
2021. február 5. megjelenik Linemanets I. című DSD formátumban rögzített albuma, amelyen négy elektroakusztikus kompozíciója szerepel.
2023. nyarán Gyenes Zsolt Mechanical Landscape címmel audiovizuális művet készít mágnessel prearált analóg televízió segítségével Escher Stairs című MIDI üzenetekkel hajtott preparált Unca Corda-ra írt művére.

## Közéleti tevékenysége
Politikai aktivistaként 2013 áprilisában Matkó Tamás és Kákonyi Árpád zeneszerzőkkel közösen kezdeményezte nyílt levél formájában a Kárpátia zenekar énekesének, Petrás János Magyar Arany Érdemkereszt polgári tagozata állami kitüntetésének visszakérését Balog Zoltán minisztertől.
2016 júliusában civil összefogást kezdeményezett Zenészek a Magyar Zene Háza ellen címmel a Városliget megvédéséért. 2016. november 22-én Levegő nélkül nincsen zene címmel demonstrációt és kreatív művészeti akciót szervezett a Rózsavölgyi Szalon elé, ahol a Magyar Zenei Tanács teadélután keretén belül ismertette a Városligetbe épülő Magyar Zene Házának terveit.
2017. április 12-én létrehozta több társával a VÉTÓ csoportot és Occupy Oktogon címen bojkottot és területfoglalást szervezett a Hősök Vétója elnevezésű tömegtüntetés után, ahol is társaival elfoglalták a teret és állandó demonstrációs területté alakították az Oktogont. 2017 május 20. Vágó Gáborral és a Kellesz Korrupcióellenes Szövetség gel közösen Felcsúton tartottak tüntetést, ahol végül a forgalom akadályozására hivatkozva jogszerűtlenül előállították.
2017. július 24. társaival közösen BKK botrány - Mátrix tüntetés címmel demonstrációt szervezett az etikus hekkerért a Rumbach Sebestény utcai guruló színpadhoz. majd interjút adott az ATV Egyenes beszéd című műsorában .
2020. március 15. koronavírus fertőzés gyanúja miatt önként felkeresi a dunaújvárosi Szent Pantheleon Kórházat, ahol végül az infektológiai osztályára fektetik be. Először interjút ad a helyi lapnak, majd pár nap elteltével a magyar kórházak javára videókampányt indít el, amihez több művész és polgári foglalkozású társa is csatlakozik.
2025. március 17. feljelentette Orbán Viktort a miniszterelnöki poloskázós ünnepi beszéd miatt. 

## Művészete
Művészete szintetikus, szintetizáló hajlamú, amely a németalföldi polifón hagyományokból építkezik. Elemzi a késő gótikus és a kora reneszánsz zenei világot, amelynek nyomait művein éppen úgy tetten érhetjük, mint ahogy az erdélyi népzenét, az indiai, a khmer, a balinéz (gamelán) vagy a japán kultúráét. Kutatja az Európán kívüli ritmus- és hangrendszereket. Újabb formák és újabb struktúrák érdeklik, s ezeket sajátos dallamrajzolatokkal tölti ki, amelyek igen gyakran a nem temperált rendszerből valók. Szinesztéziás hajlama miatt régóta kutatja és előszeretettel alkalmazza műveiben a mikrotonalitást , a különféle hangolási rendszereket. Évek óta kísérletezik különféle pszichoakusztikai „trükkökkel”, például: különböző tempójú tremolók morfolásával, a binaurális ütem jelenségével, alacsony frekvenciás jelekkel, pulzárok és magnetárok, valamint más az űrből érkező rádiójelek hangjaival, különféle spektrális torzításokkal, tritonusz és oktávparadoxonokkal, glissandoszerű hatásokkal, skálaillúziókkal, Doppler-effektussal.
Az akusztikus hangszerek mellett élénken érdeklődik az elektronikus hangszerek, az elektroakusztikus zenék és a hangszintézis különböző fajtái, valamint az ütőhangszerek és az európai tradíciótól eltérő hangszerek, például sakuhacsi, hicsiriki, sho , bansuri, szerpent, tekerőlant, viola da gamba stb. iránt is, illetve különféle hagyományos hangszereket preparál, például zongorát, cimbalmot a hegedű hangfogójára emlékeztető preparátummal, brácsát különféle gyöngyökkel, fuvolát altszaxofon fúvókával, amit a fuvola fejrészének helyére kell behelyezni, elektromosgitárt reszelővel és sátorpóznával, amit ringmodulátor ral is kiegészít, valamint a David Klavins által gyárott M189. Unca Corda-t preparálta.
Zenéje a korai és a második világháború utáni avantgárdból, az amerikai experimentális, a korai pszichedelikus zenékből, számos európai és Európán kívüli népzenéből, és természetesen a korábbi korok művészetéből táplálkozik.
Zenéje tömör tömböket rakosgat egymás mellé, és ezek sokszor jelennek meg egymásra halmozva, amelyet layer technikának nevezett el. Kedveli a különféle matematikai sorozatokat, a variáció és a permutáció elve alapján szerveződő textúrákat, amelyeket bonyolult poliritmikus, politempós anyagokkal dúsít.
Műveiben gyakran alkalmaz gemátriát, zenei kriptogramokat. Kamara és szóló hangszeres darabjai, valamint freskószerű elektroakusztikus kompozíciói egyfajta organikus retikuláris (háló vagy rácsszimmetria), transzlációs szimmetria mentén szerveződnek.

## Művei
Több bemutatója hangzott el már Magyarországon, (Budapesten és a vidéki városokban egyaránt), például a Budapesti Őszi Fesztiválon a Bálnában, a Műcsarnokban, a Fészek Művészklubban, a Nemzeti Múzeumban, a Kossuth klubban, a Budapest Music Centerben, a szombathelyi Bartók Szemináriumon, az Auróra Modularisban, az Új Színházban, a Budapesti Tavaszi Fesztiválon, a Fringe Fesztiválon a Thália Színházban, a Nádor teremben, a Művészetek Völgyében, az A38 Hajón, a 4D Spatial Soundban, a MÜSZIben, a Hopp Ferenc Ázsiai Művészeti Múzeumban, a Corvin Clubban, a Gödör Klubban, az Ultrahang Fesztiválon, az Átlátszóhang Fesztiválon, a pécsi Művészetek és Irodalom Házában, a dunaújvárosi KMI-ben, stb., Németországban a berlini BKA Theaterben az Unerhörte Musik keretében rendszeresen, Lengyelországban Gdańskban a NEO ARTE Synthesizer of Arts is an international festival on, Olaszországban, Görögországban, Hollandiában Amszterdamban az  EAR Session keretén belül, a Splendorban rendszeresen, Koninklijk Conservatorium den Haag, etc.], Franciaországban, Svédországban [a göteborgi zeneakadémián, a Stockholmi Királyi Zeneakadémián, az EMS stúdióban], Szlovákiában Indian Summer in Levoča keretén belül rendszeresen, Angliában, Londonban, a Royal Academy of Music-ban, Írországban, Belfastban a Queens University-n az Egyesült Államokban.

## Díjak, elismerések
- 2020. A Düvő[39] című vonóstriója a MÜPA Zeneműpályázat szóló-és kamarazenei művek kategória díjazottja.
- 2022. a 67. az Országos Független Filmes Fesztiválon vetített  Hajdu Leventével közös J'écoute les sons étouffés dans la pluie[40] című animációért a Magyar Független Film és Video Szövetség "A legeltökéltebb újító" elnevezésű díjat adományozta.[41]